# Nuñomoral
Nuñomoral è un comune spagnolo di 1 768 abitanti situato nella comunità autonoma dell'Estremadura.